# Doliops frosti
Doliops frosti es una especie de escarabajo del género Doliops, familia Cerambycidae. Fue descrita científicamente por Schultze en 1923.
Habita en Filipinas. Los machos y las hembras miden aproximadamente 11,5 mm. El período de vuelo de esta especie ocurre en los meses de enero, febrero, marzo, abril, mayo, julio, agosto y octubre.